# Distretto di Gumla
Il distretto di Gumla è un distretto del Jharkhand, in India, di 1 345 520 abitanti. Il suo capoluogo è Gumla.